# Sijarinska Banja
Sijarinska Banja (izvirno srbsko Сијаринска Бања; Predloga:Lang-alb) je naselje v Srbiji, ki upravno spada pod Občino Medveđa; slednja pa je del Jablaniškega upravnega okraja.

## Demografija
V naselju živi 411 polnoletnih prebivalcev, pri čemer je njihova povprečna starost 36,5 let (36,1 pri moških in 36,9 pri ženskah). Naselje ima 175 gospodinjstev, pri čemer je povprečno število članov na gospodinjstvo 3,25.
Prebivalstvo je večinoma nehomogeno.
|  |

| Demografija | Demografija     | Demografija     |
| Leto        | Št. prebivalcev | Št. prebivalcev |
| ----------- | --------------- | --------------- |
|             |                 |                 |
|             |                 |                 |
|             |                 |                 |
|             |                 |                 |
| 1948        | 104             |                 |
| 1953        | 106             |                 |
| 1961        | 255             |                 |
| 1971        | 307             |                 |
| 1981        | 582             |                 |
| 1991        | 530             | 495             |
| 2002        | 632             | 568             |
|             |                 |                 |

| Etnična sestava po popisu iz leta 2002 | Etnična sestava po popisu iz leta 2002 | Etnična sestava po popisu iz leta 2002 | Etnična sestava po popisu iz leta 2002 | Etnična sestava po popisu iz leta 2002 |
| -------------------------------------- | -------------------------------------- | -------------------------------------- | -------------------------------------- | -------------------------------------- |
| Srbi                                   | Srbi                                   |                                        | 282                                    | 49,64%                                 |
| Albanci                                | Albanci                                |                                        | 231                                    | 40,66%                                 |
| Črnogorci                              | Črnogorci                              |                                        | 45                                     | 7,92%                                  |
| Jugoslovani                            | Jugoslovani                            |                                        | 1                                      | 0,17%                                  |
| Neznano                                | Neznano                                |                                        | 0                                      | 0,0%                                   |